# Vaccinium madagascariense
Vaccinium madagascariense là một loài thực vật có hoa trong họ Thạch nam. Loài này được (Thouars ex Poir.) Sleumer miêu tả khoa học đầu tiên năm 1941.